# Bastard-Heidelbeere
Die Bastard-Heidelbeere (Vaccinium × intermedium), zuweilen auch Mittlere Heidelbeere genannt, ist eine äußerst seltene Spontan-Hybride zwischen der Heidel- (Vaccinium myrtillus) und der Preiselbeere (Vaccinium vitis-idea).

## Merkmale
Die Bastard-Heidelbeere wurde 1834 erstmals von Johann Friedrich Ruthe (1788–1859) beschrieben, der die Hybride in der Jungfernheide bei Berlin entdeckte.
Da die Merkmale beider Elternarten intermediär vererbt werden, steht der Zwergstrauch phänotypisch zwischen der Heidel- und der Preiselbeere.
Er hat wie die Preiselbeere immergrüne Laubblätter, deren Form jedoch an V. myrtillus erinnert. Allerdings scheint der Bastard in seinen Merkmalen nicht konstant zu sein. So soll es Vorkommen geben, die mehr zu V. myrtillus tendieren und solche, die eher V. vitis-idea gleichen. Die Mischform kann glänzende Früchte ausbilden, die geschmacklich zwischen der Blau- und der Preiselbeere stehen. Intermediär ist auch die Blütezeit, die nach der der Heidelbeere einsetzt und noch vor dem Blühbeginn der Preiselbeere liegt. Allerdings blüht und fruchtet sie nur sehr selten und die Samen gelten größtenteils als nicht keimfähig. Die Vermehrung am Standort erfolgt daher in erster Linie durch Rhizome.

## Standortansprüche und Vorkommen
Vaccinium × intermedium kommt grundsätzlich in der Nähe beider Elternarten vor und hat somit dieselben Standortansprüche wie diese. Die Hauptvorkommen liegen in Kiefernwäldern und Zwergstrauchbeständen. Viele Bestände liegen am Rande von Waldlichtungen und auf -schneisen.

## Allgemeine Verbreitung
In Europa ist Vaccinium intermedium nur sehr lückenhaft verbreitet. Häufiger soll sie auf den Britischen Inseln vorkommen. Nachweise erfolgten in Dänemark, Schweden, Finnland, Russland (Raum Kaliningrad), den Niederlanden, Polen und der Tschechischen Republik.

## Verbreitung in Deutschland
Innerhalb Deutschlands konnte die Bastard-Heidelbeere bisher in Brandenburg, Niedersachsen, Nordrhein-Westfalen, der Pfalz, Sachsen, Thüringen, Mecklenburg-Vorpommern und Bayern nachgewiesen werden. In Niedersachsen hat der Bastard einen Verbreitungsschwerpunkt im westlichen Landesteil (Umgebung von Osnabrück) und im Bereich der Lüneburger Heide. In Westfalen wurde er u. a. in der Senne (bei Hövelhof) und bei Steinhagen (Kraalbusch) entdeckt.